# Demonax javanicus
Demonax javanicus är en skalbaggsart som beskrevs av Fisher 1936. Demonax javanicus ingår i släktet Demonax och familjen långhorningar. Inga underarter finns listade i Catalogue of Life.